# Józef Adam Feliks Lasocki
Józef Adam Feliks Bronisław Lasocki herbu Dołęga (ur. 27 listopada 1861 w Bieżuniu, zm. 8 czerwca 1931 w Krakowie) – generał dywizji Wojska Polskiego.

## Życiorys
Był synem Bronisława, właściciela ziemskiego, powstańca 1863, i Felicji z Wołowskich. Po ojcu był dziedzicznym hrabią belgijskim, sam uzyskał potwierdzenie tytułu w Austrii 8 kwietnia 1888. Kształcił się w gimnazjum w Tarnopolu i Rzeszowie (1879). W latach 1878–1879 ukończył dwa semestry na Wydziale Prawa Uniwersytetu Jagiellońskiego oraz jeden semestr na Wydziale Filozoficznym Uniwersytetu w Genewie, po czym przerwał studia i odbył jednoroczną ochotniczą służbę wojskową w 1 Galicyjskim pułku ułanów w Krakowie. W latach 1880–1882 uczył się w szkole kadetów. Od 1882 w armii austriackiej. Ukończył Oficerską Szkołę Kawalerii i jako oficer zawodowy służył w austriackiej kawalerii do 1913 w 1 pułku ułanów w Krakowie. Podpułkownik z 1911. 1 września 1913 objął dowództwo pułku ułanów nr 2 w Tarnowie. Dowodził tym pułkiem na froncie rosyjskim I wojny światowej. Na stopień pułkownika awansował ze starszeństwem z 1 listopada 1914 i 29. lokatą. W marcu 1917 objął dowództwo 24 Brygady Piechoty i sprawował je do 20 sierpnia tego roku. Następnie został komendantem 131 Brygady Strzelców, a później 107 Brygady Strzelców. 30 maja 1918 awansował na generała majora.
7 stycznia 1919 przyjęty został do Wojska Polskiego i mianowany zastępcą dowódcy Okręgu Generalnego „Łódź”. W marcu 1919 objął dowództwo 2 Brygady Jazdy, a następnie Grupy Zaniemeńskiej, 2 Dywizji Litewsko-Białoruskiej (od 21 października 1919) i 8 Dywizji Piechoty (od listopada 1919). Od 25 lutego 1920 pozostawał w dyspozycji Naczelnego Wodza. W sierpniu 1920 wyznaczony został na stanowisko dowódcy Grupy „Dolnej Wisły”. 17 sierpnia przybył ze swoim sztabem do Łącka. Z uwagi na zakończenie walk na odcinku grupy dowództwa nie objął. 9 września 1920 ponownie przeniesiony został do dyspozycji Naczelnego Wodza, w ramach której otrzymał zadanie przeprowadzenia przeglądu (perlustracji) taborów Armii Czynnej Ukraińskiej Republiki Ludowej.
Z dniem 1 kwietnia 1921 przeniesiony został w stan spoczynku, w stopniu generała podporucznika. 26 października 1923 Prezydent RP, Stanisław Wojciechowski zatwierdził go w stopniu rzeczywistego generała dywizji ze starszeństwem z dniem 1 czerwca 1919 w korpusie generałów. Na emeryturze osiadł w Krakowie, gdzie zmarł 8 czerwca 1931.
Był żonaty z baronówną Marią Teresą z Romaszkanów, z którą miał czworo dzieci: 
- Stefana Jakuba Józefa Leona (1897–1944), rotmistrza dyplomowanego Wojska Polskiego, odznaczonego Krzyżem Walecznych (dwukrotnie), zamordowanego w KL Stutthof[12],
- Jana Kazimierza (1899–1936), kapitana dyplomowanego pilota Wojska Polskiego,
- Teresę (1905–1974) ps. Tell, żołnierza AK, żonę prof. Karola Estreichera, oraz
- Ewę (1908–1992).

## Ordery i odznaczenia
- Krzyż Walecznych dwukrotnie
- Kawaler Orderu Leopolda z mieczami i dekoracją wojenną[13]
- Kawaler Orderu Korony Żelaznej III klasy z mieczami i dekoracją wojenną[13]
- Krzyż Zasługi Wojskowej z mieczami i dekoracją wojenną[13]
- Medal Zasługi na wstążce czasu pokoju (1906)[10]
- Odznaka za Służbę Wojskową III klasy (1904)[10]
- Medal Jubileuszowy Pamiątkowy dla Sił Zbrojnych i Żandarmerii[13]
- Krzyż Jubileuszowy Wojskowy[13]
- Krzyż Pamiątkowy Mobilizacji 1912–1913[13]